# Picumnus granadensis
El Carpinterito Colombiano, Carpinterito Grisáceo, Carpinterito Punteado o Telegrafista, Picumnus granadensis es una especie de ave piciforme, perteneciente a la familia Picidae, del género Picumnus. Con 8,9 cm de longitud, es una ave insectívora que posee un pico fuerte y agudo, coronilla negra punteada de blanco, su cuerpo es gris por encima y blanco por debajo.

## Subespecies
- Picumnus granadensis antioquensis (Chapman, 1915)
- Picumnus granadensis granadensis (Lafresnaye, 1847)

## Localización
Es una especie de ave endémica de Colombia en la vertiente del Pacífico, entre los 800 2100 msn.